# Zambiya
Zambiya va ser l'onzè rei de la dinastia d'Isin a Sumer cap al segle xviii aC. Era contemporani de Sin-Iqisham de Larsa.
Va succeir Enlil-bani. La Llista de reis sumeris li dona un regnat de 3 anys. El va succeir Iter-pisha de filiació desconeguda.